# Alexandr Wang
Alexandr Wang (geboren 1997 in Los Alamos) ist Gründer und CEO von Scale AI, einer Plattform für Datenannotation, die Trainingsdaten für maschinelle Lernmodelle bereitstellt. Mit 24 Jahren wurde er der jüngste Selfmade-Milliardär der Welt. Laut Forbes betrug sein Vermögen im Juli 2024 rund 2 Milliarden US-Dollar.

## Frühes Leben und Bildung
Wang wurde in Los Alamos, New Mexico, geboren, als Sohn chinesischer Einwanderer, die als Physiker am Los Alamos National Laboratory tätig waren – jenem Ort, an dem die ersten Nuklearwaffen entwickelt wurden. Wang, der schon als Kind eine außergewöhnliche Begeisterung für Mathematik und Programmierung zeigte, machte seinen Schulabschluss an der Los Alamos High School. 2013 qualifizierte er sich für das Math Olympiad Program, 2014 für das USA Physics Team und war 2012 sowie 2013 Finalist bei der USA Computing Olympiad (USACO). Bereits in seiner Jugend arbeitete er als Softwareentwickler bei Quora. Später begann er ein Studium der Informatik und Mathematik am MIT, das er jedoch abbrach, um 2016 Scale AI zu gründen.

## Karriere
Im Jahr 2016 gründete Wang Scale AI, ein Unternehmen, das Daten annotiert, um künstliche Intelligenz in den Bereichen Computer Vision und Audiotranskription zu trainieren. Der Vorstand des Unternehmens umfasst unter anderem William Hockey, Mitbegründer von Plaid. Im Mai 2021 stieß Michael Kratsios, ehemals Chief Technology Officer der Vereinigten Staaten unter der Trumpregierung, als Managing Director und Strategieleiter zu Scale AI. Außerdem beriet der ehemalige Amazon-Manager Jeff Wilke Wang in seiner Funktion.

## Auszeichnungen
2021 wurde Wang in die Forbes-Liste 30 Under 30 in der Kategorie Unternehmens-Technologie aufgenommen. Außerdem erhielt er einen Platz auf der Time 100 Next-Liste sowie der Time100 AI-Liste, die aufstrebende Führungspersönlichkeiten auszeichnet, die die Zukunft ihrer jeweiligen Fachgebiete prägen.